# リチャード・ヒコックス
リチャード・ヒコックス（Richard Hickox CBE, 1948年3月5日 - 2008年11月23日）は、イギリスの指揮者、合唱指揮者。

## 人物・来歴
バッキンガムシャー州Stokenchurchの生まれ。ロンドンの王立音楽院やケンブリッジ大学で学ぶ。1971年にリチャード・ヒコックス・オーケストラ（1979年にシティ・オブ・ロンドン・シンフォニアと改称）とリチャード・ヒコックス・シンガーズを設立する。1976年からロンドン交響合唱団の指揮者を務める傍ら、1985年からはロンドン交響楽団の准客演指揮者も務めた。また1990年にサイモン・スタンデイジと共同でオリジナル楽器使用のコレギウム・ムジクム90を設立した。
バロックから現代音楽に至る幅広いレパートリーを誇るが、特にシャンドス・レーベルを中心としたイギリス人作曲家作品のレコーディングは高く評価されており、フランク・ブリッジ、エドマンド・ラッブラ、レノックス・バークリーなどのオーケストラ作品の録音がある。このほかEMIやデッカ・レコードにも多数録音を残した。
2008年11月23日に、スウォンジのブラングィン・ホールでグスターヴ・ホルストの『合唱交響曲第1番』を録音している際に心臓発作を起こし、そのまま急逝した。60歳没。